# Étienne Richard
Étienne Richard   (París, c. 1621 - París, 1669)

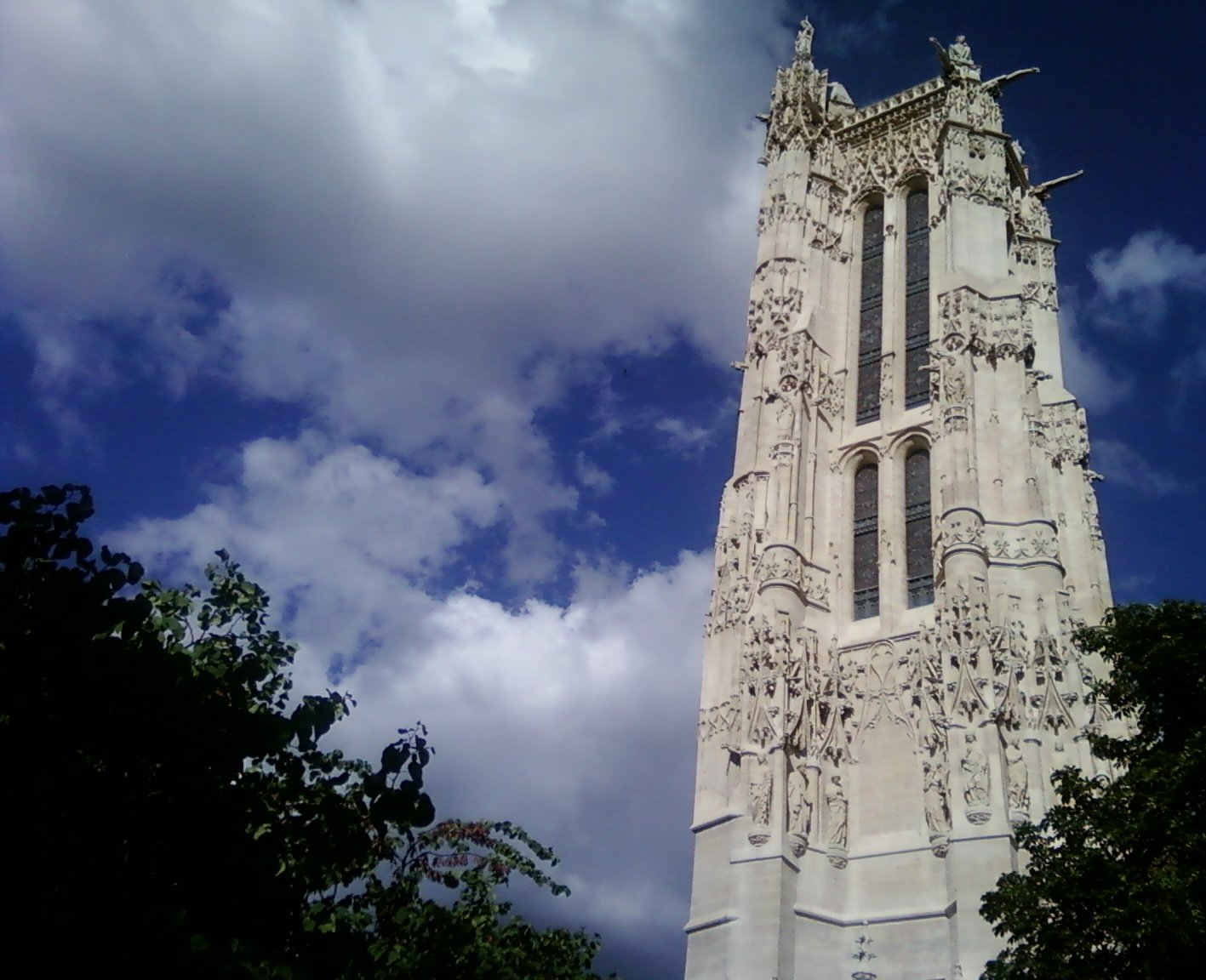
La Torre de Saint-Jacques és el que resta de l'església de St Jacques-de-la-Boucherie, on treballà des de 1652 fins a la seva mort.

va ser un francès compositor, organista i clavecinista. Se sap molt poc de la seva vida i obra.
Va néixer a París i provenia d'una família d'organistes; pel que sembla, va viure i treballar a París tota la seva vida. Des del 1645, ell i el seu germà Charles van ser organistes del canceller Séguier. El 1651 va succeir el seu pare com a organista de l'Església de Saint-Nicolas-des-Champs de París, treballant juntament amb Nicolas Gigault. El 1652 Etienne va perdre tant al seu germà com al seu pare. El mateix any va succeir el primer com a organista de Saint-Jacques-de-la-Boucherie, i tres anys després, el 1655, va prendre la posició del seu pare a St Martin-des-Champs. La seva carrera es va disparar a finals de la dècada de 1650, i el 1657 va ser ocupat com a clavecinista i professor del rei. També va tocar la viola i va exercir de violista al germà del rei. Richard va morir a París el 1669, possiblement al maig.
Tot i que va ser excepcionalment ben vist a la cort, només sobreviuen algunes obres de Richard (i algunes es podrien atribuir a Charles, Pierre o a un altre membre de qualsevol de les dues famílies de músics de Richard que aleshores estaven actives a París): dos preludis d'orgue, quatre allemandes, 3 courantes, dos sarabandes i dues gigues, que ens van arribar a través del manuscrit de Bauyn. Totes aquestes peces mostren a Richard com un compositor excel·lent que havia dominat a fons el contrapunt i l'harmonia. Els preludis d'orgues combinen amb èxit l'estil contrapuntístic més antic de Jean Titelouze amb l'atenció especial que es va prestar a la melodia: un tret progressiu, ja que la música d'orgue francesa va ser dominada posteriorment per un enfocament basat en la melodia. Un dels preludis conté diverses seccions, mentre que l'altre no. Dels moviments de ball, els allemandes són històricament importants per mostrar els inicis de l'estil ornamentat que els compositors francesos posteriors van utilitzar àmpliament. Les gigues presenten característiques inusuals: una està escrita en el típic triple metre, però es tanca amb una tornada en 2/2 de temps. L'altra giga es troba en 2/2 de temps i és pràcticament indistingible d'un allemande.